# Abdessamad El Moubarki
Abdessamad El Moubarki, arab. عبد الصمد المباركي (ur. 1 stycznia lub 1 lipca 1981 w Tètouanie) – marokański piłkarz grający na pozycji ofensywnego pomocnika. Reprezentant kraju.

## Kariera

### Kariera klubowa
Pierwszym klubem Abdessamada El Moubarkiego był Moghreb Tètouan. Grał tam przez 2 sezony, od 2009/2010, do następnego. W tym zespole rozegrał 22 mecze i strzelił jednego gola. 1 września 2011 roku zmienił klub na Chabab Rif Al Hoceima. Grał tam przez ponad 7 lat. W tym czasie zagrał w 108 spotkaniach, strzelił 29 goli i asystował 18 razy. 14 lipca 2017 roku podpisał kontrakt z Renaissance de Berkane. W sezonie 2017/2018 zdobył z tym klubem puchar kraju. Rozegrał tam 57 meczów, strzelił 2 gole i zaliczył 5 asyst. 19 sierpnia 2019 roku został zawodnikiem Renaissance Zemamra. Do 31 marca 2021 roku rozegrał w tym klubie 30 spotkań, strzelił 11 goli i dziesięciokrotnie asystował.

### Kariera reprezentacyjna
Abdessamad El Moubarki rozegrał 10 meczów w ojczystej reprezentacji (9 pod egidą FIFA).